# 44 شارع تشارلز (رواية)
44 شارع تشارلز (بالإنجليزية:  44 Charles Street)‏، هي إحدى روايات الروائية الأمريكية دانيال ستيل، وهي من الروايات الرومانسية.

## نبذة قصيرة
تدور أحداث الرواية عن فتاة من مانهاتن تنفصل عن صديقها وتواجهها مشكلة ارتفاع رهن المنزل وعدم قدرتها على تسديده فتلجأ لعرض غرف المنزل بنظام المشاركة وتؤجر الغرف لعدة اشخاص تتولد بينهم روابط الصداقة حتى يصبحوا كالعائلة.